# Colombia Por Japón
Colombia Por Japón (en inglés "Songs For Japan") es una recopilación de los temas más importantes de los artistas locales más reconocidos quienes se han reunido por una gran causa social "ayudar a los damnificados del terremoto y tsunami ocasionado en Japón". En este álbum, se recopilan temas de artistas colombianos destacados como: Bomba Estéreo, Santiago Cruz, Jorge Celedón, Golpe a Golpe, Gusi & Beto, Lucas Arnau, Reykon, Andrés Cepeda, Silvestre Dangond, Chocquibtown, Felipe Peláez, Camilo, Pipe Calderón, Maía, Fonseca, Doctor Krápula, Daniel Calderón, Sebastian Yepes y Alejandro Palacio. También cuenta con una versión en inglés con artistas destacados del sello Sony Music en Estados Unidos y sus sellos derivados. Fue lanzado el 8 de abril de 2011 por el sello Sony Music en Colombia y por el sello Legacy en Estados Unidos.

## Antecedentes
A raíz del accidente ocasionado en Japón. El sello discográfico Sony Music y sus empresas derivadas decidieron realizar un homenaje a la gran catástrofe y brindar su apoyo. Así nació Colombia Por Japón, este álbum recopilatorio contiene canciones de los artistas más destacados del sello Sony. Sus ganancias irán destinadas a Japón para su respectiva reconstrucción.

## Listado de canciones
- Edición CD

| Colombia |                                                            |          |  |
| N.º      | Título                                                     | Duración |  |
| 1.       | «Fuego» (Interpretado por Bomba Estéreo)                   |          |  |
| 2.       | «Te Perdone» (Interpretado por Jorge Celedón)              |          |  |
| 3.       | «Baja La Guardia» (Interpretado por Santiago Cruz)         |          |  |
| 4.       | «Tengo Tu Amor» (Interpretado por Gusi & Beto)             |          |  |
| 5.       | «Amor de Primavera» (Interpretado por Lucas Arnau)         | 03:30    |  |
| 6.       | «La Santa» (Interpretado por Reykon)                       |          |  |
| 7.       | «Besos Usados» (Andrés Cepeda)                             |          |  |
| 8.       | «Gracias» (Interpretado por Silvestre Dangond)             |          |  |
| 9.       | «De Donde Vengo Yo» (Interpretado por Chocquibtown)        |          |  |
| 10.      | «Solo Tuyo» (Interpretado por Felipe Peláez)               |          |  |
| 11.      | «Culpable» (Interpretado por Camilo Echeverri)             |          |  |
| 12.      | «Tu Recuerdo Son Mi Dios» (Interpretado por Pipe Calderón) |          |  |
| 13.      | «Que Será de Mi» (Interpretado por Maía)                   |          |  |
| 14.      | «Paraíso» (Interpretado por Fonseca)                       |          |  |
| 15.      | «Fuera del Amor (En Vivo)» (Interpretado por Dr. Krapula)  |          |  |
| 16.      | «Yo Te Vi» (Interpretado por Daniel Calderón)              |          |  |
| 17.      | «Duele Tanto» (Interpretado por Daniel Calderón)           |          |  |
| 18.      | «Tu Me Encantas» (Interpretado por Alejandro Palacios)     |          |  |

- Edición CD[2]

| México |                                                                                                   |          |  |
| N.º    | Título                                                                                            | Duración |  |
| 1.     | «Yo Nací Para Amarte» (Interpretado por Alejandro Fernández)                                      | 4:27     |  |
| 2.     | «Mientes» (Interpretado por Camila)                                                               | 3:27     |  |
| 3.     | «No Soy una Señora» (Interpretado por María José)                                                 | 3:28     |  |
| 4.     | «Inolvidable» (Interpretado por Reik)                                                             | 3:44     |  |
| 5.     | «Bien o Mal» (Interpretado por Julieta Venegas)                                                   | 3:00     |  |
| 6.     | «Quisiera Saber» (Interpretado por Los Daniels)                                                   | 3:31     |  |
| 7.     | «¿Qué hago yo?» (Ha*Ash)                                                                          | 3:26     |  |
| 8.     | «Afortunadamente No Eres Tú» (Interpretado por Paty Cantú)                                        | 3:07     |  |
| 9.     | «Te Deje» (Interpretado por Playa Limbo)                                                          | 3:41     |  |
| 10.    | «No Importa Que el Sol Se Muera [En Vivo]» (Interpretado por Mœnia)                               | 3:52     |  |
| 11.    | «No Veo la Hora» (Interpretado por Noel Schajris)                                                 | 4:25     |  |
| 12.    | «La Malaguena» (Interpretado por Carlos Rivera)                                                   | 4:49     |  |
| 13.    | «Alérgico» (Interpretado por Anahí)                                                               | 3:58     |  |
| 14.    | «Somos un Mundo» (Interpretado por OV7)                                                           | 3:19     |  |
| 15.    | «Ella es Bonita» (Interpretado por Natalia Lafourcade)                                            | 3:15     |  |
| 16.    | «Tiempo para Enamorarnos» (Interpretado por Iskander)                                             | 4:20     |  |
| 17.    | «El Hornazo» (Interpretado por Cartel de Santa)                                                   | 4:11     |  |
| 18.    | «Huapango (1941)» (Interpretado por Alondra de la Parra & Philharmonic Orchestra of the Americas) | 8:20     |  |

## Versiones de Colombia Por Japón
- Colombia Por Japón - Colombia lanzado por Sony Music
- Songs For Japon - Estados Unidos lanzado por Legacy Recordings
- Voces Por Japón - México lanzado por Sony Music[3]

## Artistas Involucrados

### Colombia
- Bomba Estéreo
- Santiago Cruz
- Jorge Celedón
- Golpe a Golpe
- Gusi & Beto
- Lucas Arnau
- Reykon
- Andrés Cepeda
- Silvestre Dangond
- Chocquibtown
- Felipe Peláez
- Camilo
- Pipe Calderón
- Maía
- Fonseca
- Doctor Krápula
- Daniel Calderón
- Sebastian Yepes
- Alejandro Palacio

### Estados Unidos
- Bomba Estéreo
- John Lennon
- U2
- Bob Dylan
- Red Hot Chili Peppers
- Lady Gaga
- Beyoncé
- Bruno Mars
- Katy Perry
- Rihanna
- Justin Timberlake
- Eminem
- Bruce Springsteen
- Josh Groban
- Keith Urban
- Black Eyed Peas
- Pink
- Cee Lo Green
- Lady Antebellum
- Bon Jovi
- Foo Fighters
- R.E.M.
- Nicki Minaj
- Sade
- Michael Bublé
- Justin Bieber
- Adele
- Enya
- Elton John
- John Mayer
- Queen
- Kings of Leon
- Sting
- Leona Lewis
- Ne-Yo
- Shakira
- Norah Jones

### México
- Vicente Fernández
- Thalía
- Aleks Syntek
- Leonel García
- Moderatto
- Yuridia
- Edith Márquez
- Benny Ibarra
- Fobia
- Varana
- Alejandra Guzmán
- Victor García
- Jorge Muñiz/Ana Cirré
- Reyli
- D&B
- Pandora
- Panteón Rococó
- Erik Rubín
- Fillipa Giordano
- Alejandro Fernández
- Camila
- María José
- Reik
- Julieta Venegas
- Los Daniels
- Ha*Ash
- Paty Cantú
- Playa Limbo
- Moenia
- Noel Schajris
- Carlos Rivera
- Anahí
- OV7
- Natalia Lafourcade
- Iskander
- Cartel De Santa
- Alondra De La Parra